# Olympische Winterspiele 1952/Teilnehmer (Frankreich)
| Gelbes Symbol für Goldmedaillen mit stilisierten Olympischen Ringen | Graues Symbol für Silbermedaillen mit stilisierten Olympischen Ringen | Braundes Symbol für Bronzemedaillen mit stilisierten Olympischen Ringen |
| ------------------------------------------------------------------- | --------------------------------------------------------------------- | ----------------------------------------------------------------------- |
| —                                                                   | —                                                                     | 1                                                                       |

Frankreich nahm an den VI. Olympischen Winterspielen 1952 in der norwegischen Hauptstadt Oslo mit einer Delegation von 26 Athleten in fünf Disziplinen teil, davon 20 Männer und 6 Frauen. Die Eiskunstläuferin Jacqueline du Bief gewann mit Bronze die einzige Medaille Frankreichs bei diesen Spielen.
Fahnenträger bei der Eröffnungsfeier war der Eiskunstläufer Alain Giletti.

## Teilnehmer nach Sportarten

### Bob
Männer, Zweier
- Robert Guillard, Joseph Chatelus (FRA-1)
17. Platz (5:55,31 min)

- André Robin, Henri Rivière (FRA-2)
5. Platz (5:31,98 min)

Männer, Vierer
- André Robin, Joseph Chatelus, Louis Saint-Calbre, Henri Rivière
11. Platz (5:20,74 min)

### Eiskunstlauf
Männer
- Alain Giletti
7. Platz (163,233)

Frauen
- Jacqueline du Bief
Bronze  (158,000)

### Ski Alpin
Männer
- James Couttet
Abfahrt: 11. Platz (2:38,7 min)
Riesenslalom: 14. Platz (2:34,9 min)
Slalom: 6. Platz (2:02,8 min)

- Guy de Huertas
Abfahrt: 35. Platz (2:54,4 min)
Riesenslalom: 15. Platz (2:35,1 min)
Slalom: im Vorlauf ausgeschieden

- Firmin Mattis
Slalom: 12. Platz (2:06,0 min)

- Henri Oreiller
Abfahrt: 14. Platz (2:41,5 min)
Riesenslalom: 16. Platz (2:35,3 min)

- Maurice Sanglard
Abfahrt: 25. Platz (2:45,4 min)
Riesenslalom: 23. Platz (2:38,0 min)
Slalom: 20. Platz (2:10,0 min)

Frauen
- Marysette Agnel
Abfahrt: 22. Platz (1:56,8 min)
Riesenslalom: 19. Platz (2:18,0 min)
Slalom: 7. Platz (2:15,6 min)

- Andrée Bermond
Abfahrt: 30. Platz (2:03,1 min)
Riesenslalom: 13. Platz (2:15,2 min)
Slalom: im Vorlauf disqualifiziert

- Jacqueline Martel
Abfahrt: disqualifiziert
Riesenslalom: 11. Platz (2:14,3 min)

### Skilanglauf
Männer
- Benoît Carrara
18 km: Rennen nicht beendet
50 km: 11. Platz (3:55:16 h)
4 × 10 km Staffel: 4. Platz (2:31:11 h)

- René Mandrillon
18 km: 18. Platz (1:06:48 h)
4 × 10 km Staffel: 4. Platz (2:31:11 h)

- Gérard Perrier
18 km: 24. Platz (1:09:17 h)
4 × 10 km Staffel: 4. Platz (2:31:11 h)

- Jacques Perrier
18 km: 18. Platz (1:10:33 h)

- Gervais Gindre
18 km: 28. Platz (4:39:31 h)

- Jean Mermet
4 × 10 km Staffel: 4. Platz (2:31:11 h)

Frauen
- Michèle Angirany
10 km: 18. Platz (54:56 min)

- Josette Baisse
10 km: 15. Platz (51:43 min)

### Skispringen
- André Monnier
Normalschanze: 36. Platz (182,5)

- Régis Rey
Normalschanze: 38. Platz (181,5)

- Henri Thiollière
Normalschanze: 43. Platz (142,5)